# Bovec

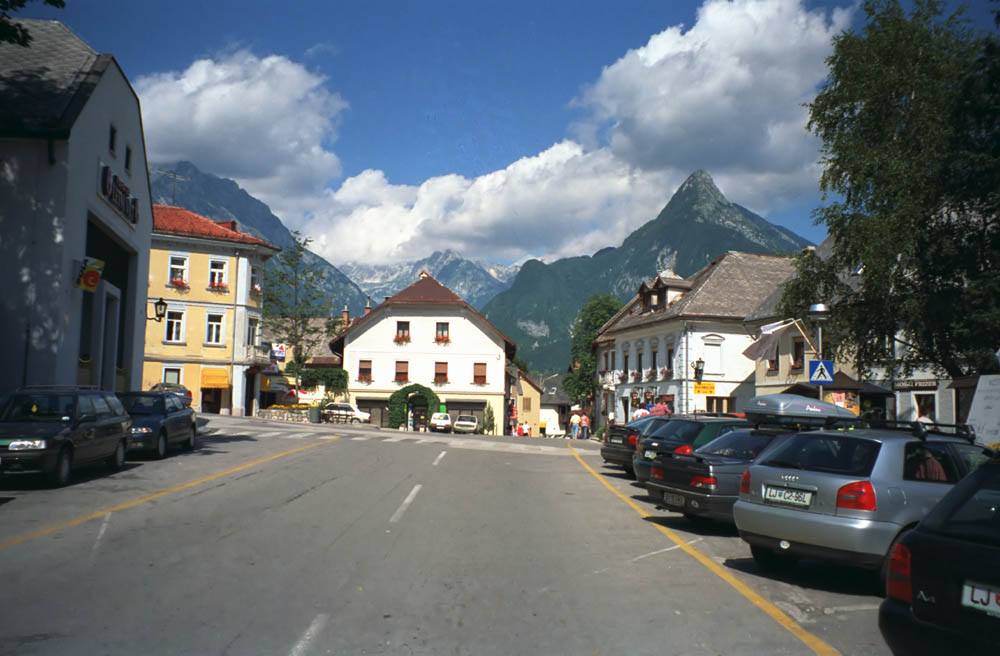
Bovec, gefotografeerd in de zomer van 1997

Bovec (Latijn: Ampletium; Duits: Flitsch; Italiaans: Plezzo) is een gemeente in het noordwesten van Slovenië in de regio Goriška en de historische regio Primorska (Duits: Küstenland, Italiaans: Littorale), gelegen in het dal van de Soča in de Julische Alpen niet ver van Kobarid.
De gemeente telde bij de volkstelling in 2002 3138 inwoners. De gelijknamige hoofdplaats Bovec telt 1612 inwoners (2002) en verkreeg in 1955 stadsrechten.
Bij Bovec liggen twee bergpassen: de Predilpas, tevens de grensovergang met Italië bij Cave del Predil, en sinds het eind van de Eerste Wereldoorlog de Vršič-pas richting Kranjska Gora. Trenta is een dorp iets verder dat behoort tot Bovec.
In Log pod Mangartom vond in 2000 een enorme aardverschuiving plaats, die het aanzien van het plaatsje aanzienlijk heeft veranderd.

## Plaatsen in de gemeente
Tot de gemeente Bovec behoren ook Bavšica, Bovec, Čezsoča, Kal - Koritnica, Lepena, Log Čezsoški, Log pod Mangartom, Plužna, Soča, Srpenica, Strmec na Predelu, Trenta, Žaga.

## Geschiedenis

### Prehistorie en Oudheid
Eerste sporen van bewoning dateren uit de ijzertijd en bronstijd, met name de versterking Ravelnik bij Bovec. In de Romeinse tijd maakte het dal deel uit van de provincie Venetia et Histria. De naam van hier lopende Soča is afgeleid van het Latijnse Sontius. Uit het begin van jaartelling dateert de vermelding van de watergod Aesontius. In de 5e eeuw wordt de bevolking Ambisonti genoemd, ontleend aan de rivier Sontius (analoog werd gesproken van Ambidravi (naar de Drava) en Ambisavi (naar de Sava)). Deze Ambisonti bestonden waarschijnlijk uit geromaniseerde Kelten. Door Bovec liep de gedeeltelijk bewaard gebleven Romeinse weg van Aquilea naar Rivus (Tarvisio) en verder naar Santicum (Villach) en Virunum (Maria Saal) in Noricum.

### Middeleeuwen
in 1121 deed de laatste hertog van Karinthië uit de familie Eppenstein afstand van alle gebieden in de noordelijke Sočavallei ten gunste van de patriarch van Aquilea en het kapittel in Ciudad (Sloveens: Čedad). Het klooster van Rosazzo tussen Ciudad en Gorizia werd grootgrondbezitter, naast het bisdom Bamberg, dat vooral in Val Canale vertegenwoordigd was.
Het fort Kluže nabij Bovec werd als vesting tussen Bovec en Karinthië gebouwd in 1472. Waarschijnlijk diende het aanvankelijk als verdediging van Friuli tegen de Turken. In de loop van de 16e eeuw komt Bovec onder Oostenrijks gezag als resultaat van de oorlogen tussen Venetië en de Habsburgers. Het wordt een autonaam graafschap, maar bewaart voorlopig de kerkelijk afhankelijkheid van Ciudad en Aquilea. Aan het eind van de 18e eeuw was het gehele bestuur Oostenrijks, en dat zou zo blijven tot 1918. In 1796-1797 trekt Napoleons leger door het dal, er wordt gevochten rond het fort Kluže. In 1903 wordt een deel van Bovec door brand verwoest, dat wat nog overeind staat wordt tijdens de Eerste Wereldoorlog kapotgeschoten, wanneer de Italiaans-Oostenrijkse frontlijn (Isonzofront) dwars door het dal van noord naar zuid snijdt.
In 1918 bezet Italië West-Slovenië en vanaf 1922 komt het Fascisme de la Frontiera tot ontplooiing, een economische, politieke en culturele repressie. Na het ineenstorten van Italië in 1943 bezetten de Duitsers de vallei. In mei 1945 wordt het bevrijd door Sloveense partizanen, waarop weldra ook Engelse geallieerden volgen. Van 1945 tot 1947 vormt Bovec een onderdeel van de zone B (zie: Triëst)
Vanaf 1947, wanneer de Vrije Zone Triëst wordt opgericht, maakt Bovec deel uit van Slovenië, wat in de periode tot 1991 onderdeel van Joegoslavië was.

## Gemeentelijke indeling
Bovec (eerste vermelding in 1174) omvat verder de plaatsen Čezsoča (eerste vermelding in 1306), Dvor, Kal-Koritnica (eerste vermelding in 1337), Log pod Mangrtom, Log Čezsoški (eerste vermelding in 1306), Plužna (eerste vermelding in 1257), Soča, Srpenica (eerste vermelding in 1285), Strmec, Trenta, Trnovo (eerste vermelding in 1313) en Žaga.

## Bezienswaardigheden

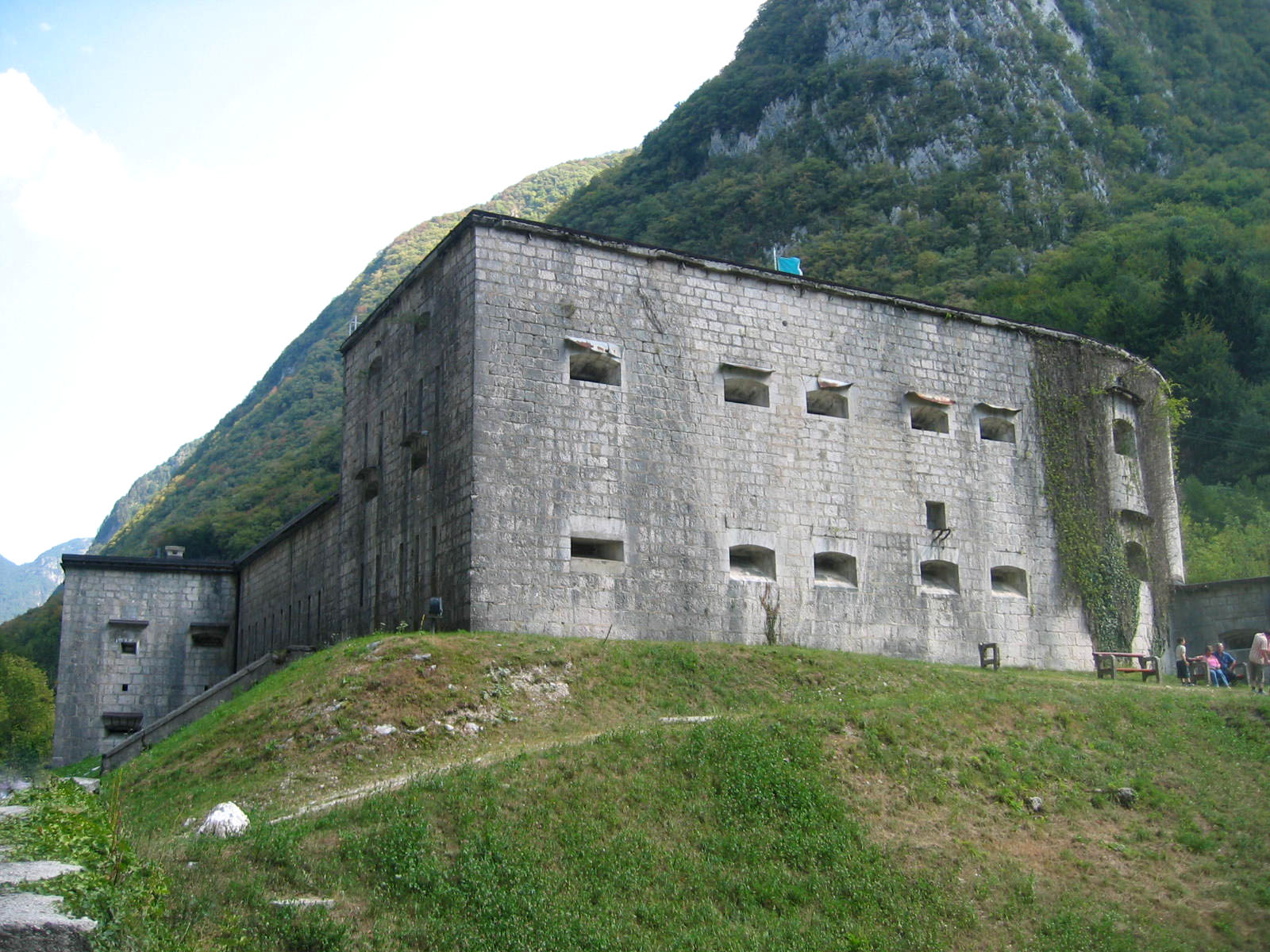
fort Kluže

In Trenta werd tot 1782 houtskool gebrand en ijzer gewonnen. Er bevindt zich een 17e-eeuws votiefkerkje van H. Maria Loretto, die voor de vroegere mijnwerkers gebouwd was.
Boven Trenta ontspringt de rivier de Soča; hier ligt een in 1926 opgerichte botanische Alpentuin. Tussen Trenta en Bovec ligt het dorp Soča, genoemd naar de rivier Soča. Hier staat ook de dikste boom van het Soča-dal (4 meter doorsnee), ligt een soldatenkerkhof uit de Eerste Wereldoorlog en een parochiekerk van H. Jozef.
Bovec bezit de 16e-eeuwse, van oorsprong veel oudere, kerk van H. Maria in het Veld en de kerk van H. Ulrich.
In Log pod Mangartom is een in 1903 uitgehouwen voetgangerstunnel naar Cave del Predil, die door de lokale bevolking gebruikt werd op weg naar de daar gelegen zinkmijn. Bij Cave del Predil is de grenspas de Predilpas tussen Slovenië en Italië.
In Log ligt ook de parochiekerk van H. Stefanus uit de18e eeuw met een rijk interieur. Op het kerkhof bevindt zich verder nog een kerkje van Maria van Lourdes. In Kal-Koritnica staat het kerkje van H. Johannes de Doper uit de 16e eeuw.
Tussen Kal-Koritnica en Bovec ligt een militaire begraafplaats uit de Eerste Wereldoorlog. In Čezsoča ligt de kerk van H. Antonius Abt. In Srpenica staat de votiefkerk van H. Florianus. In Plužna ligt de kerk van H. Nicolaas.
Bij Bovec ligt het uit de 15e eeuw daterende en in de 20e eeuw verbouwde fort Kluže, dat voor bezoekers geopend is. Boven dit fort ligt nog een kleinere vesting (18e eeuw), die moeilijker toegankelijk is (alleen na voetweg). Voetwegen, wandelpaden worden in toenemende mate aangelegd, met name om zo de vele restanten uit de Eerste Wereldoorlog te kunnen bezoeken. Over het algemeen worden hiervoor ook gidsen aangeboden.
In de winter kan geskied worden in het Kaningebergte.

## Natuur

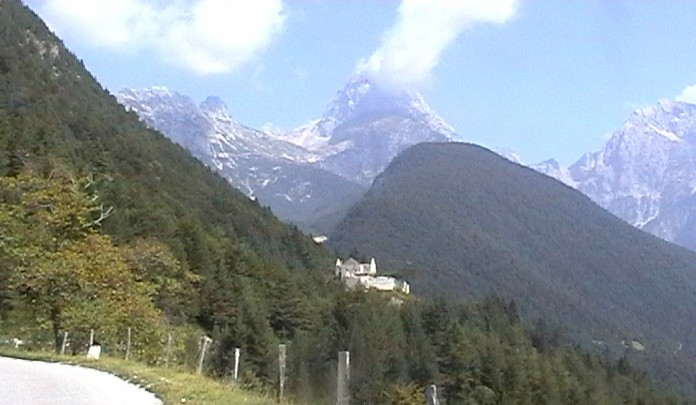
Zicht op de berg Mangart nabij het dorp Strmec, komend uit Cave del Predil (westelijke richting)

Het noordelijk deel van de gemeente (ten noorden van Kal - Koritnica) ligt in het naar de Triglav, de hoogste berg van Slovenië, genoemde nationaal park. De Soča stroomt door Trenta, Soča, Kal-Koritnica en via Čezsoča richting Žaga en Srpenica. De Koritnica stroomt van Log pod Mangartom via Kal-Koritnica in de Soča.
Bij Log Čezsoški ligt de meer dan honderd meter hoge waterval Boka.
In Trenta kunnen de bronnen van de Soča, de botanische Alpentuin Alpinum Juliana  en het museum Dom Trenta bezocht worden.
De grote natuurlijke rijkdom aan forellen, maar ook bijvoorbeeld steenbokken, staat toe om onder begeleiding en met vergunning te vissen resp. jagen. Vanuit de gemeente starten bergwandelingen, waaronder meerdaagse wandelingen naar de Triglav en het Meer van Bohinj.
Dichtbij is de Vršič-pas met 48 haarspeldbochten. In de omgeving is de berg Mangart.

## Economie
In de gemeente is het toerisme van toenemend belang. Er is een kabelbaan naar de skipiste op de berg Kanin, die ook in de zomer werkt. Op de berg Kanin is een restaurant, hetgeen ook geldt voor de berg Mangrt.
Op zowel de rivieren de Soča als de Koritnica vindt rafting en kajaksport plaats.

## In Bovec zijn geboren
- Mihael Štrukelj (1851-1923), architect
- Anton Ocvirk (1907-1980), literator